# II kadencja austriackiej Rady Państwa

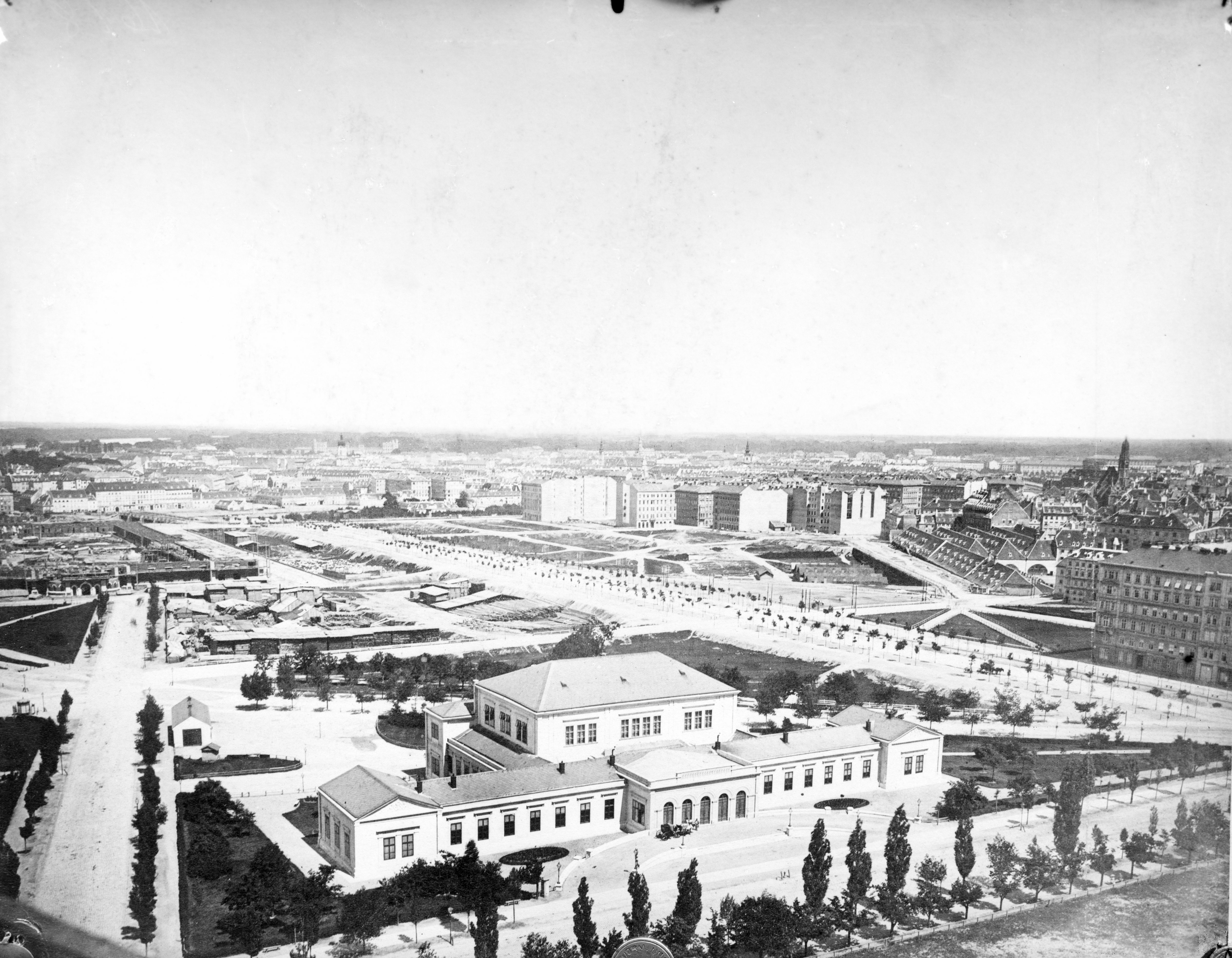

II kadencja austriackiej Rady Państwa – druga kadencja austriackiego parlamentu, Rady Państwa, odbywająca się w latach 1867–1870 w Wiedniu.
Odbyły się dwie sesje parlamentu:
- IV sesja (20 maja 1867–15 maja 1869)
- V sesja (14 grudnia 1869–21 maja 1870)

W pracach Rady Państwa I kadencji uczestniczyli również posłowie Siedmiogrodu. W 1867 powstał niezależny parlament dla Krajów Korony Świętego Stefana, nazywany umownie „"węgierskim", więc od II kadencji parlament w Wiedniu reprezentował tylko Przedlitawię.
Posłowie do Rady Państwa II kadencji nie byli wybierani, lecz delegowani przez sejmy krajowe krajów koronnych.